# Варгаші (смт)
Варгаші́ (рос. Варгаши) — селище міського типу, центр Варгашинського району Курганської області, Росія. Адміністративний центр Варгашинської селищної ради.
Населення — 9254 особи (2010, 9795 у 2002).